# Antonio María Javierre
Antonio María Javierre Ortás (Siétamo, Huesca, 21 februari 1921 - Rome, 1 februari 2007) was een Spaanse rooms-katholieke geestelijke. Hij was onder meer Curiekardinaal.

## Levensloop
Javierre studeerde theologie, filosofie en pedagogiek. Hij promoveerde aan de Katholieke Universiteit Leuven. In 1940 legde hij zijn eerste geloften bij de Salesianen van Don Bosco (SDB) af. In 1949 werd hij priester gewijd.

Van 1951 tot 1976 was hij professor in de fundamentele theologie en later ook in de dogmatiek aan de Pauselijke Universiteit Ateneo Salesiano, eerst in Turijn en nadat deze was verplaatst, te Rome. Tevens had hij er een leidinggevende functie bij het beheer van de theologische faculteit.
Javierre vervulde een rol op het van 1962 tot 1965 gehouden Tweede Vaticaans Concilie. Voor wat betreft de oecumene fungeerde hij er als raadgever voor de Spaanse bisschoppen. 
Ook na dit concilie bleef hij zich met oecumenische vraagstukken bezighouden. Zo was hij later werkzaam bij het Pauselijk Secretariaat voor de Eenheid van de Christenen en was hij namens de Rooms-Katholieke Kerk een aantal malen aanwezig op vergaderingen van de Wereldraad van Kerken.
In 1976 werd hij tot titulair bisschop van Meta benoemd en tot secretaris van de Congregatie voor de Katholieke Opvoeding; als wapenspreuk koos hij: Ego vobiscum sum. In 1988 werd hij door paus Johannes Paulus II tot kardinaal benoemd en werd hij met de titel Santa Maria Liberatrice a Monte Testaccio opgenomen in het College van Kardinalen. 
Van 1988 tot 1992 was Javierre belast met de leiding over de Biblioteca Apostolica Vaticana en het Archivio Segreto Vaticano, respectievelijk de bibliotheek van het Vaticaan en het centrale archief van de Rooms-Katholieke Kerk.

Van 1992 tot 1996 was hij prefect van de Congregatie voor de Goddelijke Eredienst en de Regeling van de Sacramenten.
In 1999 werd hij tot kardinaal-priester pro hac vice verheven.
Antonio María Javierre overleed op 85-jarige leeftijd ten gevolge van een hartinfarct. Op 2 februari 2007 vond zijn uitvaart in de Sint-Pietersbasiliek plaats die werd geleid door paus Benedictus XVI.
- Biblioteca Nacional de España: XX992283
- Gemeinsame Normdatei: 119527731
- International Standard Name Identifier: 0000 0001 0878 942X
- Library of Congress Control Number: n97081852
- Nationale Bibliotheek van Tsjechië: pna20231205127
- Nederlandse Thesaurus van Auteursnamen: 135768268
- Istituto Centrale per il Catalogo Unico: CFIV093331
- Système universitaire de documentation: 079714234
- Virtual International Authority File: 22953498
- WorldCat: E39PBJqBtgVF663kMTrjmWTfv3